# Silvio Vitale
Silvio Vitale, né le 28 janvier 1928 à Naples et mort le 25 mai 2005, est un homme politique et avocat italien. Il est membre du Mouvement social italien (MSI) et membre du Parlement européen. 

## Biographie
Avocat civil, en mai 1950, il est élu premier président du FUAN (it), l'association des étudiants universitaires du mouvement social italien.
En 1955, il rejoint le Centre d'études Ordre Nouveau et en décembre 1956, il quitte le MSI. Il fonde et dirige la « revue traditionaliste napolitaine  »  L'alfiere (1960) avec laquelle il présente en Italie l'œuvre du savant espagnol Francisco Elías de Tejada y Spínola.
De retour au MSI à la fin des années 1960, il est conseiller régional du parti en Campanie pour deux législatures et chef de groupe du MSI.
Il entre au Parlement européen en juin 1988, après avoir été candidat aux élections européennes de 1984 pour les listes du MSI. Il est membre de la commission de la politique régionale et de l'aménagement du territoire.
Avec la naissance d' « An » en 1995, il se consacre exclusivement à l'activité culturelle.